# Hans Jörg Butt
Hans Jörg Butt (* 28. Mai 1974 in Oldenburg, Niedersachsen), Rufname Jörg, in den Medien auch Hans-Jörg Butt, ist ein ehemaliger deutscher Fußballtorwart. Während seiner Profilaufbahn von 1993 bis 2012 spielte er insgesamt 387 Partien in der Bundesliga für den Hamburger SV, Bayer 04 Leverkusen und den FC Bayern München, zudem in der Saison 2007/08 ein Jahr für Benfica Lissabon. Mit 26 Treffern, die er alle durch Elfmeter erzielte, ist er der erfolgreichste Torschütze der Bundesliga auf der Position des Torhüters. Mit dem FC Bayern gewann er als Stammtorhüter in der Saison 2009/10 die Meisterschaft sowie den DFB-Pokal. Darüber hinaus erreichte er mit Bayer 04 Leverkusen und den Münchnern insgesamt dreimal das Finale der Champions League.
Für die A-Nationalmannschaft bestritt er zwischen 2000 und 2010 vier Länderspiele. Mit dieser Auswahl nahm er an der EM 2000 in Belgien und den Niederlanden wie auch an den Weltmeisterschaften 2002 in Japan und Südkorea und 2010 in Südafrika als Ersatztorhüter teil. 2002 wurde er mit der Mannschaft Vizeweltmeister, 2010 erreichte sie den dritten Platz.
Nach seiner aktiven Karriere arbeitete er einige Wochen im Nachwuchsbereich des FC Bayern München, bevor er eine Beschäftigung im Familienunternehmen aufnahm.

## Karriere

### Vereine

#### VfB Oldenburg
Aus der Jugend des TSV Großenkneten hervorgegangen, wechselte Butt 1991 zum VfB Oldenburg, für den er in der Saison 1994/95 in der Regionalliga Nord erstmals in der ersten Mannschaft zum Einsatz kam und 33 von 34 Ligaspielen bestritt. Nach einer weiteren Saison, in der er in allen 34 Ligaspielen eingesetzt wurde und vier Tore erzielte, gelang ihm mit der Mannschaft als Regionalligameister der Aufstieg in die 2. Bundesliga. Dort gab er am 4. August 1996 (1. Spieltag) beim 1:1-Unentschieden im Heimspiel gegen den SV Meppen sein Debüt. Am 22. September unterlag der VfB Oldenburg im Heimspiel dem VfL Wolfsburg mit 1:4; das einzige Tor für den VfB erzielte Butt per Elfmeter. Zeitweise war Henning, Butts Bruder, zweiter Torwart beim VfB Oldenburg.

#### Hamburger SV
1997 wechselte Butt zum Hamburger SV in die Bundesliga. Er verdrängte dort Richard Golz und blieb vier Jahre lang Stammtorhüter. Seinen Bundesliga-Einstand gab er am 3. August 1997 (1. Spieltag) beim 2:2-Unentschieden im Heimspiel gegen Borussia Mönchengladbach; sein erstes Bundesligator erzielte er am 12. September 1998 beim 1:1-Unentschieden im Heimspiel gegen den VfL Wolfsburg per Strafstoß zum zwischenzeitlichen 1:0 in der 39. Minute. Die sieben verwandelten Strafstöße in jener Saison konnte Butt in der folgenden Saison mit neun noch überbieten; damit war er der dritterfolgreichste Torschütze des Hamburger SV nach Roy Präger und Anthony Yeboah.

#### Bayer 04 Leverkusen
Von 2001 bis 2007 stand Butt bei Bayer 04 Leverkusen unter Vertrag, wobei er in der Saison 2001/02 mit der Werkself sowohl in der Bundesliga, im Pokal als auch in der Champions League einen zweiten Platz erreichte. Vom 3. August 1997 bis 10. Februar 2007 verpasste er nur vier Ligaspiele; in der letzten Saison wurde er eben an diesem 10. Februar – beim 2:2 im Heimspiel gegen Eintracht Frankfurt – in der 28. Spielminute des Feldes verwiesen, für zwei Spiele gesperrt, erst durch Benedikt Fernandez und später durch René Adler ersetzt und von Letzterem schließlich verdrängt. Daraufhin kündigte Butt seinen bis 30. Juni 2009 laufenden Vertrag am 30. April 2007 vorzeitig zum Ende der Saison.

#### Benfica Lissabon
Trotz Angebote englischer und spanischer Vereine entschied sich Butt für den Champions-League-Qualifikationsteilnehmer Benfica Lissabon, der am 16. Juli 2007 den Wechsel bekanntgab. Sein erstes Spiel für Benfica Lissabon absolvierte er am 28. Oktober 2007 gegen Marítimo Funchal. Er konnte sich jedoch nicht gegen Quim, einen Reservetorhüter der portugiesischen Nationalmannschaft, durchsetzen und es blieb für ihn bei diesem einen Einsatz in der Primeira Liga. Butts Vertrag wurde im Einvernehmen mit dem Verein aufgelöst.

#### FC Bayern München

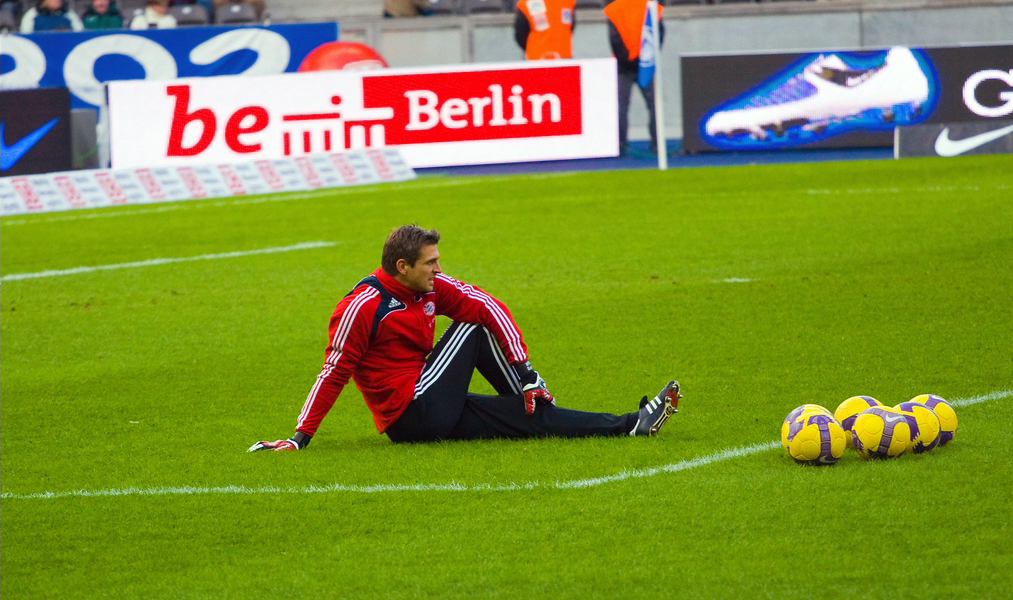
Butt während der Vorbereitung auf ein Spiel des FC Bayern München (2009)

Butt kehrte ablösefrei nach Deutschland zurück, wo ihn der FC Bayern München zur Saison 2008/09 als international erfahrenen Ersatztorwart engagierte. Unter Trainer Jürgen Klinsmann stieg Butt im April 2009 zum Stammtorhüter auf. Diese Position musste er zu Beginn der Saison 2009/10 unter dem neuen Trainer Louis van Gaal zunächst an Michael Rensing abtreten, bis er durch dessen Unsicherheiten ab dem 4. Spieltag wiederum zum Stammtorhüter aufstieg. Mit einem am 8. Dezember 2009 im letzten Gruppenspiel der Champions League beim 4:1-Auswärtssieg gegen Juventus Turin verwandelten Strafstoß ist Butt der erste Torhüter der Bayern, dem ein Tor in der regulären Spielzeit gelang. Butt holte mit den Bayern 2010 das Double und stand beim verlorenen Champions-League-Endspiel im Mai 2010 im Tor.
Butt verlängerte im Februar 2010 seinen Vertrag beim FC Bayern München um ein Jahr bis zum 30. Juni 2011. Anfang 2011 machte ihn van Gaal trotz ordentlicher Leistungen hinter Thomas Kraft zur Nummer zwei im Tor der Bayern. Nach der Entlassung von van Gaal beförderte Interimstrainer Andries Jonker Butt fünf Spieltage vor Ende der Saison wieder zur Nummer eins. Im Mai 2011 wurde Butts Vertrag vorzeitig bis zum 30. Juni 2012 verlängert. Nach der Verpflichtung von Manuel Neuer war Butt in der Saison 2011/12 wieder die Nummer zwei. Sein letztes Spiel bestritt er am 28. April 2012 beim 2:0-Sieg gegen den VfB Stuttgart in der heimischen Allianz Arena.

### Nationalmannschaft

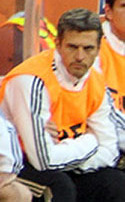
Butt auf der Bank während des WM-Viertelfinals 2010 gegen Argentinien

Butt absolvierte drei Länderspiele für die A2-Nationalmannschaft. Sein Debüt gab er am 6. Oktober 1999 in Moskau beim 1:1-Unentschieden gegen die B-Auswahl Russlands. Es folgte das 4:4-Unentschieden am 28. März 2000 in Offenbach gegen die A-Auswahl Russlands und der 2:0-Sieg am 15. August 2000 in Marco de Canaveses gegen die B-Auswahl Portugals.
In der A-Nationalmannschaft debütierte Butt am 7. Juni 2000 beim Vorbereitungsspiel zur EM 2000 gegen Liechtenstein, als er beim 8:2-Sieg zur zweiten Halbzeit für Jens Lehmann eingewechselt wurde. Beim Turnier gehörte er als dritter Torhüter zum Kader.
Auch bei seinen folgenden zwei Einsätzen bestritt Butt nur eine Halbzeit: Beim 4:2-Sieg über die USA am 27. März 2002 wurde er für Frank Rost eingewechselt. Bei der WM im selben Jahr war er wiederum zweiter Ersatzmann und wurde mit der Mannschaft – ohne Einsatz – Zweiter des Turniers. Zu seinem dritten Länderspiel-Einsatz kam er am 1. Juni 2003 beim 4:1-Erfolg über Kanada mit Einwechslung zur zweiten Halbzeit abermals für Rost.
Nachdem René Adler, der für die Nationalmannschaft als Nummer 1 zur WM 2010 nach Südafrika reisen sollte, sich kurz vor Saisonende 2009/10 verletzt und dem Bundestrainer Joachim Löw abgesagt hatte, wurde Butt am 6. Mai 2010 neben Manuel Neuer und Tim Wiese als einer von drei Torhütern für den WM-Kader nominiert. Am 10. Juli 2010 bestritt er beim 3:2-Sieg gegen Uruguay im Spiel um Platz 3 sein einziges Länderspiel über 90 Minuten. Zudem war dieser sein letzter Einsatz in der deutschen Nationalmannschaft.

## Erfolge

### Vereine
- Champions-League-Finalist (3): 2002 mit Bayer Leverkusen, 2010, 2012 mit dem FC Bayern München
- Bundesliga:
  - Deutscher Meister: 2010 mit dem FC Bayern München
  - Deutscher Vizemeister (3): 2002 mit Bayer Leverkusen, 2009 und 2012 mit dem FC Bayern München
- DFB-Pokal:
  - Sieger: 2010 mit dem FC Bayern München
  - Finalist (2): 2002 mit Bayer Leverkusen, 2012 mit dem FC Bayern München
- DFL-Supercup:
  - Sieger: 2010 mit dem FC Bayern München (ohne Einsatz)

### Nationalmannschaft
- Weltmeisterschaft:
  - Vizeweltmeister 2002 (ohne Einsatz)
  - Dritter 2010

### Auszeichnungen
- Silbernes Lorbeerblatt: 2010
- Kicker-Torhüter des Jahres: 2010

## Leistungen als Torwart
Butt war sowohl beim Hamburger SV als auch bei Bayer 04 Leverkusen Elfmeterschütze und ist mit den 26 daraus resultierenden Toren treffsicherster Torwart der Bundesligageschichte. Dabei unterlief ihm 2004 allerdings ein Gegentreffer, weil es ihm beim Auswärtsspiel gegen Schalke 04 nach einem verwandelten Elfmeter nicht gelang, rechtzeitig ins Tor zurückzueilen, so dass Mike Hanke direkt nach dem Anstoß von der Mittellinie aus treffen konnte.
Nicht nur für Hamburg und Leverkusen verwandelte Butt Strafstöße, sondern auch für den FC Bayern München: Für alle drei Bundesligamannschaften traf er auf internationaler Ebene, jeweils in Champions-League-Begegnungen mit Juventus Turin.
Butt ist nicht nur der einzige Torhüter, der in vier Spielklassen und in der Champions League Tore erzielte, sondern auch bis heute der einzige Torhüter, dem in zwei Bundesligaspielen jeweils zwei Tore gelangen. In den Saisons 1998/99 (am 22. Mai 1999, Endstand 3:1) sowie 1999/2000 (am 21. August 1999, Endstand 3:0) traf Butt jeweils gegen Franz Wohlfahrt, den damaligen Torhüter des VfB Stuttgart. In beiden Spielen erzielte Butt die Treffer zum 2:0 und zum 3:0. In der Saison 1999/2000 waren Butt, Roy Präger und Tony Yeboah mit jeweils neun Toren die erfolgreichsten Torschützen des Hamburger SV.
Darüber hinaus galt er auch als guter Elfmetertorwart, der mit 14 abgewehrten Strafstößen Rang fünf aller Bundesligatorhüter einnimmt. In der UEFA Champions League ist er mit fünf gehaltenen Elfmetern in 62 Spielen Rekordhalter (Stand: Februar 2023).
Butt ist außerdem der einzige Spieler in der Geschichte der Bundesliga, der zweimal eine Saison mit jeweils drei zweiten Plätzen – dem tragischen, sogenannten „Vize-Triple“ mit Platz 2 in Meisterschaft, Pokal und internationalem Wettbewerb – abschloss. Dieses „Vize-Triple“ wurde seit Bestehen der Bundesliga nur 2002 von Bayer Leverkusen und 2012 von Bayern München verbucht, wobei Butt als einziger jeweils dem Kader der jeweiligen Mannschaft angehörte, wenngleich in München nur noch als Ersatztorwart mit wenig Einsatzzeit. Darüber hinaus gehörte er in erstgenannter Saison auch dem Kader der A-Nationalmannschaft an, die schlussendlich einen weiteren zweiten Platz bei der WM 2002 belegte.

## Nach der Spielerkarriere
Zur Saison 2012/13 folgte er Werner Kern als Leiter des Jugendleistungszentrums beim FC Bayern München. Butt trat jedoch bereits Anfang August 2012 von diesem Posten zurück.
Seit 2013 arbeitet Butt im familieneigenen Verladesystemunternehmen „BUTT Verladerampen und Industrietore“ aus Großenkneten. Er ist für Vertrieb und Marketing im Vertriebsbüro Süd zuständig und lebt mit seiner Frau und drei Kindern in München.

## Soziales Engagement
Butt ist sozial engagiert und spielt u. a. bei diversen Benefizspielen im Tor oder als Feldspieler. So spielte er am 3. Juni 2012 in Hamburg als Mittelstürmer im Stadion Hoheluft beim Prominentenspiel Kicken mit Herz für die Kinder-Herz-Station des UKE sowie am 28. Mai 2022 im Hamburger Volksparkstadion beim Benefizspiel „All-Stars for Ukraine“.